# Zoí Kareli
Zoí Kareli (Chrysoula Pentzikis; 1901-1998) fue una poeta, novelista, autora de teatro, ensayista y traductora griega

## Biografía
Zoí Kareli nació en Salónica en 1901 en el seno de una rica familia burguesa, culta y con inquietudes sociales. Era la hermana mayor de otro escritor influyente del grupo macedonio, Nikos Gabriel Pantzikis. Estudió, dentro del ambiente familiar, lenguas extranjeras y música. Se casó a los 17 años, adoptando el apellido de su marido, Argyriadou. Estudió Filología en la Universidad de Salónica. Después de 1944, viajó por muchos países. 
Se inició en el ámbito de las letras en el año 1935 en las columnas de la revista El tercer ojo, donde apareció el escrito en prosa Estados de ánimo. Su primer poema se publicó en 1937 en la revista Días Macedonios, y su primer poemario, titulado Camino, en 1940. Publicó doce libros de poesía, cinco obras de teatro y numerosos ensayos, y muchos de sus textos se han publicado en revistas literarias. Sus poemas han sido traducidos a múltiples idiomas. También realizó numerosas traducciones, especialmente de las obras de Thomas Elliot. 
Fue galardonada con el Premio Nacional Griego de Poesía y recibió la distinción de la orden de las Palmas Académicas del Ministerio de Educación de Francia (1956). En 1974 obtuvo el Premio Estatal de Poesía por los Poemas del período 1940-1973 y el premio de poesía de la Fundación Uranis (1978) por la totalidad de su proyecto poético. Se convirtió en la primera mujer miembro de la Academia de Atenas (1982). 

## Obra literaria
Zoi Kareli pertenece a la que se denomina "Escuela de Salónica", formada por un conjunto de prosistas y poetas que en las décadas de 1930 y 1940 se concentran en torno a las revistas Días macedonios y Caracola. El estilo del grupo se caracteriza por una escritura atenta a la interioridad y una intensa religiosidad, y está influenciada temáticamente por el carácter bizantino de su ciudad de origen.
La poesía de Zoi Kareli es el resultado de la mezcla de la creatividad griega (la antigua y la moderna), y la tradición literaria europea, dominada por las reglas de la razón y la angustia existencial. Es una combinación de sensibilidad e intelecto, de identidad y de humanidad. Es un "cruce de preocupación religiosa con el núcleo de la experiencia erótica" que lleva a una espiritualidad liberadora.
Tiene influencias, principalmente, del pensador cristiano, Nikolái Berdiáyev y de los poetas, Paul Claudel y T. S. Eliot. El tiempo, la soledad, la decadencia, el amor y la muerte son los temas que trata con más frecuencia. Expertos en su obra distinguen dos fases: Una primera, desde 1935 hasta 1955, dominada por el pensamiento idealista, que se expresa mediante la abstracción mental. La segunda, a partir de 1955, en la que disminuye la abstracción y se basa en la realidad histórica, aunque los antiguos mitos griegos son usados para reflexionar sobre los acontecimientos de la actualidad.

## Lista de obras

### Poesía
- 1940. Camino
- 1948. Tiempo de muerte
- 1949. Imaginación del tiempo
- 1951. De la soledad y la arrogancia
- 1952.Calcografías e iconos
- 1955.Cassandra y otros poemas
- 1955. La nave
- 1955. Cuentos del jardín
- 1957. Antítesis
- 1958. El espejo de medianoche
- 1973. La encrucijada
- 1973. Poemas I y II, vol. A (1940-1955), vol. B (1955-1973)
- 1988. De las flores
- 1988. De la luna
- 1988. Del viento
- 1988. Pequeña antología. (Selección y prólogo a cargo de Alexander Kosmatopoulos)
- 1996. Poemas. (Antología a cargo de X.A. Kokolis)

### Teatro
- 1959. El Diablo y el 7º mandamiento
- 1962. Suplicantes
- 1965. Simonís, el heredero de Bizancio
- 1971. Orestes

### Ensayos
- 1958. Sobre la duda
- 1959. El absoluto en la obra de Claudel
- 1967. Esperando a Godot o La pasión de la pasividad
- 1982. La libertad y la emoción de la poesía. Comentarios
- 1982. Observaciones I
- 1994. Observaciones II